# ترافيس ريتشاردز
ترافيس ريتشاردز (بالإنجليزية: Travis Richards)‏ هو لاعب هوكي الجليد أمريكي، ولد في 22 مارس 1970 في كريستال في الولايات المتحدة.

## وصلات خارجية
- ترافيس ريتشاردز على موقع دوري الهوكي الوطني (الإنجليزية)
- ترافيس ريتشاردز على موقع EliteProspects.com (الإنجليزية)
- ترافيس ريتشاردز على موقع HockeyDB.com (الإنجليزية)
- ترافيس ريتشاردز على موقع Hockey-Reference.com (الإنجليزية)
- ترافيس ريتشاردز على موقع أوليمبيديا (الإنجليزية)